# Здоровий глузд (памфлет)
Common Sense — це 47-сторінковий памфлет, написаний Томасом Пейном у 1775—1776 рр., який виступав за незалежність від Великої Британії населення в Тринадцяти колоніях. Пишучи чіткою та переконливою прозою, Пейн зібрав різноманітні моральні та політичні аргументи, щоб заохотити простих людей у колоніях боротися за егалітарний уряд. Цей памфлет був опублікований анонімно 10 січня 1776 року, на початку Американської революції, і одразу став сенсацією.
Його продавали і широко розповсюджували, читали вголос у тавернах і в людних місцях. Пропорційно до населення колоній на той час (2,5 мільйона), вона мала найбільший продаж і тираж будь-якої книги, виданої в історії Америки. Станом на 2006 рік ця книга залишається найпродаванішою американською книгою за всю історію і друкується досі.
«Здоровий глузд» оприлюднив переконливий і пристрасний аргумент на користь незалежності, який ще не був предметом серйозного інтелектуального розгляду ні в Британії, ні в американських колоніях. В Англії Джон Картрайт опублікував «Листи про американську незалежність» на сторінках «Public Advertiser» ранньою весною 1774 року, виступаючи за законодавчу незалежність колоній, тоді як у Вірджинії Томас Джефферсон написав «Короткий погляд на Британську Америку» трьома місяцями пізніше. Однак жоден з них не пішов так далеко, як Пейн, пропонуючи повноцінну незалежність. Пейн пов'язував незалежність із загальними протестантськими переконаннями, що розходилися з ним, як засіб представити виразно американську політичну ідентичність, і побудував «Здоровий глузд» так, ніби це була проповідь. Історик Гордон С. Вуд описав «Здоровий глузд» як «найзапальніший і найпопулярніший памфлет усієї революційної епохи».
Текст був перекладений французькою мовою Антуаном Жильбером Гріффе де Лабоме в 1791 році.

## Публікація

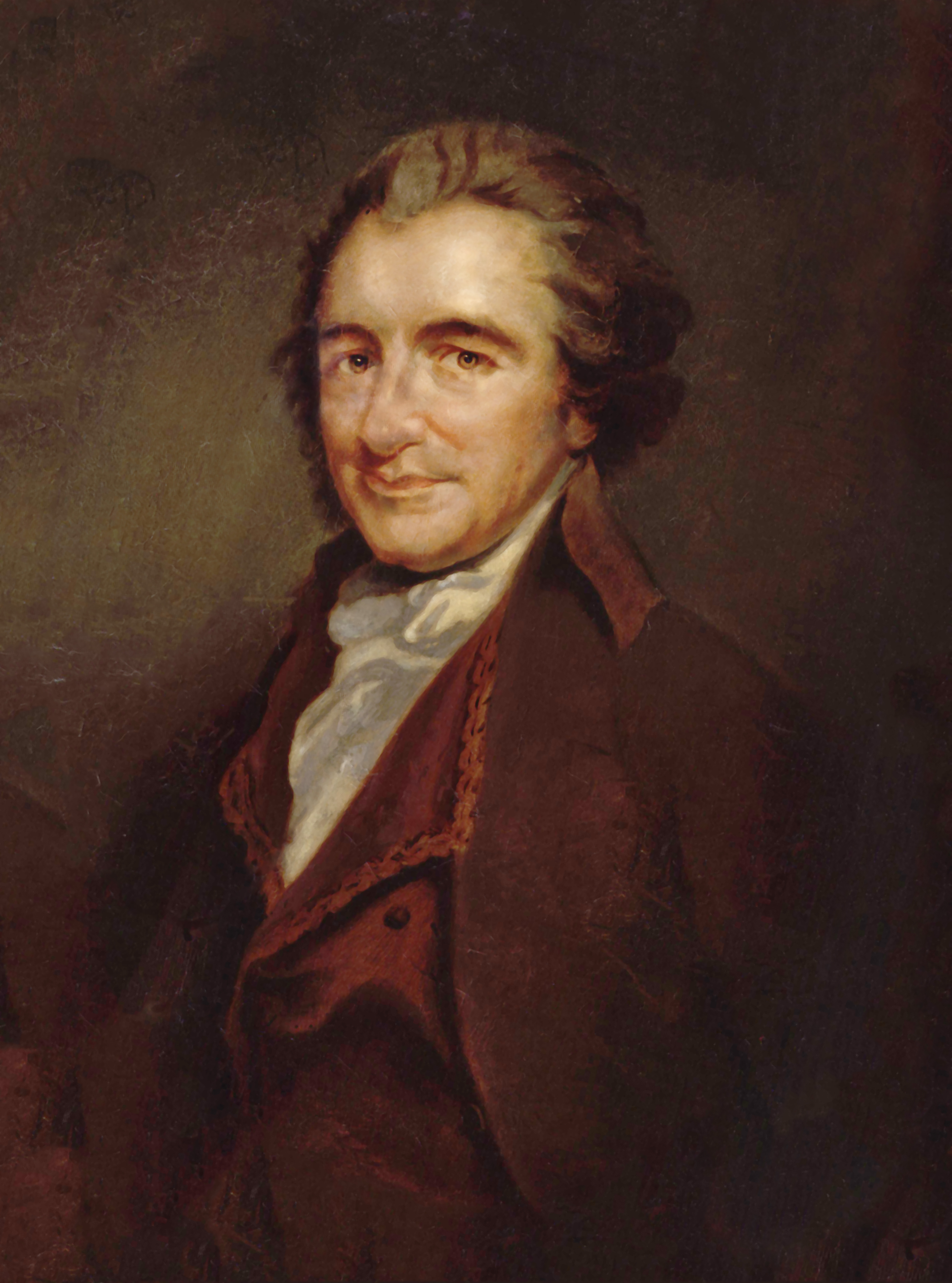
Томас Пейн, зображений на портреті Лорана Дабоса,

Пейн прибув до американських колоній у листопаді 1774 року, незадовго до битв при Лексінгтоні та Конкорді. Хоча колонії та Велика Британія розпочали воєнні дії одна проти одної, думка про незалежність спочатку не викликала у нього жодних сумнівів. Пишучи в 1778 році про свій ранній досвід перебування в колоніях, Пейн «знайшов вдачу людей такою, що їх можна було б вести на нитці, а керувати ними за допомогою очерету. Їх прив'язаність до Британії була непохитною, і в той час виступати проти неї було чимось на кшталт зради. Їхні ідеї скарги діяли без обурення, і їхньою єдиною метою було примирення». Пейн швидко вкоренився у філадельфійському газетному бізнесі і почав писати «Здоровий глузд» наприкінці 1775 року під робочою назвою «Проста правда». Хоча книга починалася як серія листів для публікації в різних філадельфійських газетах, вона стала занадто довгою і громіздкою для публікації у вигляді листів, що змусило Пейна вибрати форму памфлету.
Бенджамін Раш порекомендував видавця Роберта Белла, пообіцявши Пейну, що хоча інші друкарі можуть не погодитися зі змістом памфлету, Белл не вагатиметься і не відкладе його друк. Вперше памфлет був опублікований 10 січня 1776 р. Белл ревно рекламував памфлет у філадельфійських газетах, і попит на нього зріс настільки, що виникла потреба у другому накладі. [Пейн, зрадівши успіху, спробував зібрати свою частку прибутку і пожертвувати її на придбання рукавиць для військ генерала Монтгомері, які тоді стояли табором у холодному Квебеку. Однак, коли обрані Пейном посередники перевірили рахунки Белла, вони виявили, що памфлет фактично не приніс жодного прибутку. Розлючений Пейн наказав Беллу не випускати друге видання, оскільки він планував додати до «Здорового глузду» кілька додатків. Белл проігнорував це і почав рекламувати «нове видання».
Реклама дала зворотній ефект, незважаючи на сподівання Белла, що вона переконає Пейна продовжувати користуватися його послугами. Пейн заручився підтримкою братів Бредфордів, видавців «Пенсильванської вечірньої газети», і випустив своє нове видання з кількома додатками та додатковими статтями. Белл почав працювати над другим виданням. Це спричинило місячну публічну дискусію між Беллом і досі анонімним Пейном, яка велася на сторінках і в рекламі «Пенсильванської вечірньої газети», де кожна зі сторін звинувачувала іншу в дворушництві та шахрайстві. Пейн і Белл опублікували ще кілька видань до закінчення їхньої публічної суперечки.
Розголос, спричинений початковим успіхом і посилений видавничими розбіжностями, спричинив неймовірні продажі та тиражі памфлету. За оцінками самого Пейна, деякі історики стверджують, що «Здоровий глузд» був проданий майже 100 000 примірників у 1776 році, а за словами Пейна, 120 000 примірників було продано за перші три місяці. Один біограф підрахував, що за перший рік було продано 500 000 примірників (як в Америці, так і в Європі, переважно у Франції та Британії), а інший пише, що памфлет Пейна витримав 25 друкованих видань лише за перший рік, проте деякі історики заперечують ці цифри як неправдоподібні, зважаючи на рівень грамотності населення в той час, і оцінюють верхню межу в 75 000 примірників.
Окрім самого друкованого памфлету, було поширено багато рукописних резюме та цілих копій. Пейн також надав права на публікацію майже кожному виданню, яке зверталося за ними, в тому числі кільком міжнародним виданням. Памфлет був надзвичайно популярним у Франції, де він був надрукований без діалогів проти монархії. Принаймні одна газета надрукувала памфлет повністю: «Коннектикут Курант» у своєму випуску від 19 лютого 1776 року. Пишучи в 1956 році, Річард Гімбел підрахував, з точки зору тиражу та впливу, що «еквівалентний продаж сьогодні, виходячи з теперішньої чисельності населення Сполучених Штатів, склав би понад шість з половиною мільйонів примірників за короткий проміжок часу в три місяці».
Протягом майже трьох місяців Пейну вдавалося зберігати свою анонімність, навіть під час потужної газетної полеміки Белла. Його ім'я не було офіційно пов'язане з суперечкою про незалежність до 30 березня 1776 р. Пейн так і не відшкодував прибуток, який, на його думку, належав йому від першого видання газети Белла. Зрештою, він втратив гроші і на друці в Бредфорді, а оскільки вирішив відмовитися від авторських прав, то так і не отримав прибутку від «Здорового глузду».

## Розділи
У першому та наступних виданнях брошура поділялася на чотири розділи.

### I. Про походження і будову уряду взагалі, з короткими зауваженнями про англійську конституцію
«Суспільство породжене нашими потребами, а уряд — нашими пороками; перше сприяє нашому щастю позитивно, об'єднуючи наші почуття, друге — негативно, стримуючи наші вади. Перше заохочує до спілкування, друге створює розмежування. Перший — покровитель, другий — каратель».

- Томас Пейн.
У своєму першому розділі Пейн пов'язав поширені теорії Просвітництва про природний стан із створенням фундаменту для республіканського правління. Пейн розпочав розділ з розмежування між суспільством і урядом і стверджує, що уряд є «необхідним злом». Він ілюструє здатність суспільства створювати і підтримувати щастя в людині на прикладі кількох ізольованих людей, яким легше жити разом, ніж окремо, створюючи таким чином суспільство. Оскільки суспільство продовжує зростати, стає необхідним уряд, щоб запобігти природному злу, яке Пейн бачив у людині.
Щоб сприяти розвитку громадянського суспільства за допомогою законів і пояснити неможливість для всіх людей зібратися централізовано для прийняття законів, необхідними стають представництво і вибори. Оскільки ця модель була явно призначена для відображення ситуації колоністів на момент публікації, Пейн перейшов до розгляду англійської конституції.
Пейн знайшов в англійській конституції дві тиранії: монархічну і аристократичну тиранію короля і перів, які правлять по спадковості і нічого не дають народу. Пейн критикував англійську конституцію, розглядаючи відносини між королем, перами та народом.

### II. Про монархію і спадкове престолонаслідування
Другий розділ розглядає монархію спочатку з біблійної, а потім з історичної перспективи. Він починає з твердження, що оскільки всі люди рівні при створенні, то різниця між королями і підданими є хибною. Потім Пейн цитує низку біблійних уривків, щоб спростувати божественне право царів. Процитувавши Матвія 22:21, він підкреслює відмову Гедеона прислухатися до заклику народу правити, посилаючись на Суддів 8:22. Потім він відтворює більшу частину 1 книги Самуїла 8 (де Самуїл передає заперечення Бога на вимогу народу про царя) і робить висновок: «Всемогутній висловив тут свій протест проти монархічного правління…»

Далі Пейн розглядає деякі проблеми, які спричинили королі та монархії в минулому, і приходить до висновку:
"В Англії королю залишається тільки воювати і роздавати посади, що, простіше кажучи, означає збіднювати націю і тримати її за вуха. Дійсно, гарна справа для людини, якій дозволяють отримувати вісімсот тисяч фунтів стерлінгів на рік, і якій поклоняються за це! Одна чесна людина більше варта для суспільства і в очах Бога, ніж усі короновані негідники, які коли-небудь жили.

- Томас Пейн
Пейн також критикує один з видів «змішаної держави» — конституційну монархію, яку пропагував Джон Локк, в якій владні повноваження розділені між парламентом або конгресом, який приймає закони, і монархом, який їх виконує. Конституційна монархія, на думку Локка, обмежує повноваження короля достатньою мірою, щоб гарантувати, що королівство залишатиметься законним, а не легко перетвориться на тиранію. Однак, на думку Пейна, таких обмежень недостатньо. У змішаній державі влада має тенденцію концентруватися в руках монарха, що зрештою дозволяє йому виходити за межі будь-яких обмежень, накладених на нього. Пейн запитує, чому прихильники змішаної держави, визнаючи, що влада монарха є небезпечною, бажають включити монарха до своєї схеми правління в першу чергу.

### III. Думки про сучасний стан американських справ

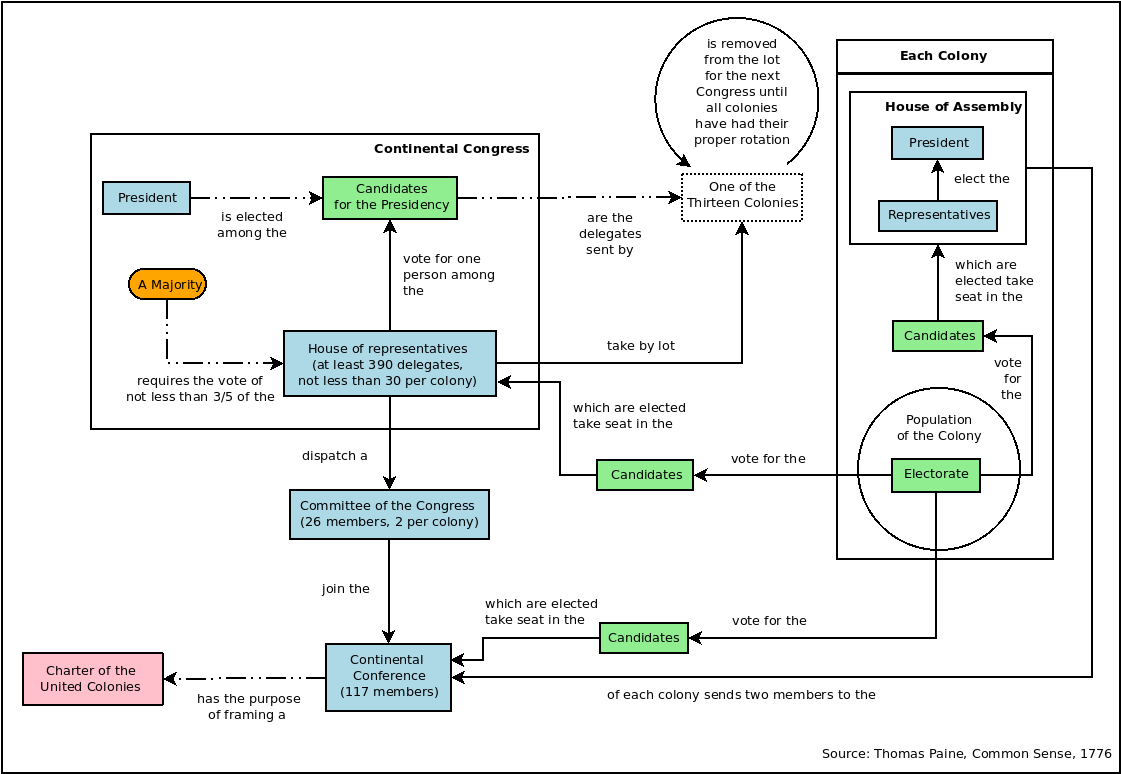
Конституція Сполучених Штатів, запропонована Томасом Пейном у здоровому глузді

У третьому розділі Пейн розглядає військові дії між Британією та американськими колоніями і стверджує, що найкращим варіантом дій є здобуття незалежності. Пейн пропонує Континентальну хартію (або Хартію об'єднаних колоній), яка стала б американською Великою хартією вольностей. Пейн пише, що Континентальна хартія «повинна виходити від якогось проміжного органу між Конгресом і народом» і окреслює Континентальну конференцію, яка могла б розробити проект Континентальної хартії.[26] Кожна колонія провела б вибори п'яти представників, яких супроводжували б два члени палати зборів від кожної колонії і два члени Конгресу від кожної колонії, тобто загалом дев'ять представників від кожної колонії на Континентальній конференції. Потім Конференція збиралася і розробляла проект Континентальної хартії, яка б гарантувала «свободу і власність для всіх людей, а також … вільне сповідування релігії». Континентальна хартія також окреслила б новий національний уряд, який, на думку Пейна, мав би мати форму Конгресу.
Під час війни за незалежність США британці запровадили низку заходів, які дозволили рабам-утікачам, що рятувалися від американських поневолювачів, знайти притулок у межах британських кордонів. У третьому розділі своєї книги, у відповідь на цю політику, Пейн писав, що Британія «підбурила індіанців і негрів, щоб вони знищили нас».
Пейн пропонував створити конгрес у такий спосіб: кожна колонія має бути поділена на округи, і кожен округ має «послати належну кількість делегатів на конгрес». Пейн вважав, що кожна колонія має послати щонайменше 30 делегатів на конгрес, а загальна кількість делегатів у конгресі має становити щонайменше 390 осіб. Конгрес мав би збиратися щорічно і обирати президента. Кожна колонія брала б участь у жеребкуванні; президент обирався б усім конгресом з делегації тієї колонії, яка була обрана в результаті жеребкування. Після того, як колонія була обрана, вона знімалася з наступних лотерей, поки не були обрані всі колонії, після чого лотерея починалася заново. Для обрання президента або ухвалення закону потрібно було б три п'ятих голосів конгресу.

### IV. Про теперішню спроможність Америки, з деякими іншими роздумами
Четвертий розділ памфлету містить оптимістичний погляд Пейна на військовий потенціал Америки на час революції. Наприклад, він присвячує кілька сторінок опису того, як колоніальні верфі, використовуючи велику кількість деревини, доступної в країні, можуть швидко створити військово-морський флот, здатний конкурувати з Королівським флотом.

## Відгуки та вплив
У відповідь на «Здоровий глузд» преподобний Чарльз Інгліс, тодішній англіканський клірик церкви Трійці в Нью-Йорку, відповів Пейну від імені колоністів, вірних Короні, трактатом під назвою «Істинні інтереси Америки, викладені неупереджено». Він заявив: «Я не знаходжу в цьому памфлеті жодного здорового глузду, але багато незвичайного шаленства». Він засудив радикальну демократію, яку пропагував «Здоровий глузд», і проголосив, що «обмежена монархія — це форма правління, яка є найбільш сприятливою для свободи, яка найкраще пристосована до генія і темпераменту британців; хоча серед нас іноді можна зустріти божевільних фанатиків демократії або абсолютної монархії».
Лоялістський офіцер Джеймс Чалмерс опублікував «Просту правду» під псевдонімом «Кандідус». Чалмерс захищав британську Конституцію і стверджував, що без монархії Тринадцять колоній перетворяться на радикальну демократію. Щодо радикального демократичного суспільства, яке пропагує «Здоровий глузд», Чалмерс цитує Монтеск'є: «Жоден уряд не є настільки схильним до громадянських воєн і кишкових заворушень». Памфлет закінчується висловом: «Незалежність і рабство — це синоніми».
Джон Адамс, який змінив Джорджа Вашингтона і став другим президентом нової країни, у своїх «Думках про уряд» писав, що ідеал Пейна, викладений у «Здоровому глузді», був «настільки демократичним, без жодної стриманості чи навіть спроби рівноваги або противаги, що він неодмінно призведе до плутанини і всякого зла». "Інші, такі як письменник, що називав себе «Катон», засуджували Пейна як небезпечного, а його ідеї — як насильницькі. Пейн також був активним і охочим учасником того, що стало, по суті, шестимісячним рекламним туром за незалежність. Пишучи під псевдонімом «Лісник», він з пристрастю відповідав Катону та іншим критикам на сторінках філадельфійських газет і знову в різкій формі заявляв, що їхній конфлікт був не лише з Великою Британією, але й з тиранією, яка неминуче випливає з монархічного правління.
Потужна реклама Белла і Пейна та величезний розголос, спричинений їхньою видавничою сваркою, зробили «Здоровий глузд» миттєвою сенсацією не лише у Філадельфії, а й у всіх Тринадцяти колоніях. Перші «рецензенти» (переважно уривки листів, анонімно опубліковані в колоніальних газетах) вихваляли чіткий і раціональний аргумент на користь незалежності, висунутий Пейном. Один мешканець Меріленду написав 6 лютого 1776 року до «Пенсильванської вечірньої газети», що «якщо ви знаєте автора „Здорового глузду“, скажіть йому, що він творить чудеса… Його стиль простий і нервовий; його факти правдиві; його міркування справедливі і переконливі».
Далі автор стверджував, що памфлет був дуже переконливим у схилянні людей до незалежності. Як зазначив один з пізніших рецензентів, масове звернення було викликане драматичними закликами Пейна до народної підтримки революції, «даючи свободу кожній людині робити внесок у цю велику будівлю, велику хартію американської свободи»[33]. Бачення Пейном радикальної демократії, на відміну від виваженої і збалансованої нації, якій пізніше надавали перевагу консерватори на кшталт Джона Адамса, було дуже привабливим для широкої аудиторії, яка читала і перечитувала «Здоровий глузд». У місяці, що передували Декларації незалежності, багато рецензентів відзначали, що дві основні теми (прямий і пристрасний стиль і заклики до розширення прав і можливостей особистості) були вирішальними у схилянні колоністів від примирення до повстання. Памфлет також мав великий успіх завдяки блискучій маркетинговій тактиці, спланованій Пейном. Вони з Беллом приурочили вихід першого видання до прокламації короля Георга ІІІ про колонії, сподіваючись протиставити сильне монархічне послання різко антимонархічному «Здоровому глузду». На щастя для Пейна, промова і перша реклама памфлету з'явилися в один день на сторінках «Пенсильванської вечірньої пошти».
Хоча Пейн зосередив свій стиль і звернення до простих людей, аргументи, які він наводив, торкалися пророчих дебатів про мораль, уряд і механізми демократії. Це дало «Здоровому глузду» «друге життя» в публічних газетних дебатах, які велися інтелектуальними літераторами по всій Філадельфії. Формулювання Пейна про «війну за ідею» призвело, як описує Ерік Фонер, до «потоку листів, памфлетів і публіцистичних статей про незалежність і значення республіканського правління… нападаючи або захищаючи, або розширюючи і вдосконалюючи ідеї Пейна».
Пізніші дослідники оцінювали вплив «Здорового глузду» по-різному. Деякі, як Оуен Олдрідж, підкреслюють, що навряд чи можна сказати, що «Здоровий глузд» втілює певну ідеологію, і що «навіть сам Пейн, можливо, не усвідомлював остаточного джерела багатьох своїх концепцій». Вони наголошують, що значна частина цінності памфлету була зумовлена контекстом, в якому він був опублікований. Ерік Фонер писав, що памфлет зачепив радикально налаштованих людей на піку їхнього радикалізму, який завершився в Пенсильванії прийняттям нової конституції, узгодженої з принципами Пейна. Багато хто відзначав, що майстерність Пейна полягала головним чином у переконанні та пропаганді, і що незалежно від змісту його ідей, палкості його переконань та різних інструментів, які він використовував для впливу на своїх читачів (наприклад, стверджував, що він християнин, хоча насправді був деїстом), «Здоровий глузд» був приречений на успіх. Інші підкреслювали унікальність бачення Пейна, а Крейг Нельсон називав його «прагматичним утопістом», який відійшов від економічних аргументів на користь моралістичних, тим самим підтверджуючи тезу про те, що «Здоровий глузд» був пропагандою.